# Кужорська
Кужорська (рос. Кужорская; адиг. Хьажъухьабл) — станиця Майкопського району Адигеї Росії. Входить до складу Кужорського сільського поселення.
Населення — 3573 особи (2015 рік).